# Pat Wise
Pat Wise (geboren Pat Genney, North Thoresby, 1928 - Louth, 20 juni 2012) was een Brits vrouwelijk motorcoureur.
Pat Genney kwam al jong in contact met de auto- en motorsport. Haar oom Roland Lloyd was eigenaar van het automerk Lloyd. Haar broers werden oorlogshelden (Jack Genney werd met zijn Lancaster bommenwerper neergeschoten en zat een jaar in een krijgsgevangenenkamp). Als kind reed Pat vaak achterop mee met Jack en ze was al snel verslaafd aan de snelheid van de motorfiets. Ze wilde net zo snel rijden als haar broers en uiteindelijk professioneel motorcoureur worden. Ze trouwde met Les Wise en ontmoette zijspan-wereldkampioen Eric Oliver toen ze een motorfiets kocht in zijn zaak in haar woonplaats Staines. Oliver had zijn carrière al beëindigd, maar in 1958 startte hij met een standaard Norton Dominator en een Watsonian zijspan toch weer in de Sidecar TT, met Pat Wise als bakkeniste. Ook het zijspan was vrijwel standaard, waardoor Pat er min of meer comfortabel in kon zitten. Ze werden tiende in de wedstrijd. Pat startte ook haar solocarrière en reed nationale wedstrijden op Brands Hatch, Silverstone, Mallory Park en haar "thuiscircuit" Cadwell Park. Na zes jaar en een zware crash die ze maar net te boven kwam stopte ze met racen. Ze werd al wat ouder en had moeite de snelle maar zware motorfietsen in bedwang te houden. Bovendien was ze niet onder de indruk van de veiligheidsvoorzieningen in die tijd.
Pat Wise overleed in 2012 na een lange strijd tegen de ziekte van Parkinson en Alzheimer.